# Parathyonidium incertum
Parathyonidium incertum is een zeekomkommer uit de familie Cucumariidae.
De wetenschappelijke naam van de soort werd in 1954 gepubliceerd door Svend Geisler Heding.